# Sally Walton
Sally Walton, född den 10 juni 1981 i Southport, Storbritannien, är en brittisk landhockeyspelare.
Hon tog OS-brons i damernas landhockeyturnering i samband med de olympiska landhockeytävlingarna 2012 i London.